# Melaenornis fischeri
Melaenornis fischeri là một loài chim trong họ Muscicapidae.